# Andy Brian Goode
Andrew Brian „Andy“ Goode (* 30. Januar 1960 in Welwyn Garden City) ist ein englischer Badmintonspieler. 

## Karriere
Andy Goode nahm 1992 im Herrendoppel mit Chris Hunt an Olympia teil. Sie verloren dabei in Runde zwei und wurde somit 9. in der Endabrechnung. Bei der Europameisterschaft zehn Jahre zuvor hatte Goode bereits Bronze im Doppel mit Ray Stevens gewonnen.

## Sportliche Erfolge
| Saison | Veranstaltung                             | Disziplin    | Platz | Name                         |
| ------ | ----------------------------------------- | ------------ | ----- | ---------------------------- |
| 1977   | Junioren-Europameisterschaft              | Herreneinzel | 1     | Andy Goode                   |
| 1978   | England: Einzelmeisterschaft der Junioren | Herreneinzel | 1     | Andy Goode                   |
| 1978   | French Open                               | Herrendoppel | 1     | Andy Goode / Richard Purser  |
| 1979   | Scottish Open                             | Herreneinzel | 1     | Andy Goode                   |
| 1979   | French Open                               | Herreneinzel | 1     | Andy Goode                   |
| 1981   | Northumberland International              | Herrendoppel | 1     | Andy Goode / Gary Scott      |
| 1981   | French Open                               | Herrendoppel | 1     | Andy Goode / Steve Baddeley  |
| 1981   | Irish Open                                | Herreneinzel | 1     | Andy Goode                   |
| 1981   | Scottish Open                             | Herrendoppel | 1     | Andy Goode / Gary Scott      |
| 1981   | Irish Open                                | Herrendoppel | 1     | Gary Scott / Andy Goode      |
| 1982   | Europameisterschaft                       | Herrendoppel | 3     | Ray Stevens / Andy Goode     |
| 1984   | Scottish Open                             | Herrendoppel | 1     | Andy Goode / Nigel Tier      |
| 1984   | England: Einzelmeisterschaften            | Herreneinzel | 1     | Andy Goode                   |
| 1986   | Dutch Open                                | Mixed        | 1     | Andy Goode / Fiona Elliott   |
| 1986   | England: Einzelmeisterschaften            | Herrendoppel | 1     | Nigel Tier / Andy Goode      |
| 1986   | Scottish Open                             | Mixed        | 1     | Andy Goode / Fiona Elliott   |
| 1987   | England: Einzelmeisterschaften            | Mixed        | 1     | Andy Goode / Fiona Elliott   |
| 1987   | Canadian Open                             | Mixed        | 1     | Andy Goode / Gillian Gowers  |
| 1987   | Swiss Open                                | Herrendoppel | 1     | Billy Gilliland / Andy Goode |
| 1987   | England: Einzelmeisterschaften            | Herrendoppel | 1     | Steve Baddeley / Andy Goode  |
| 1988   | England: Einzelmeisterschaften            | Herrendoppel | 1     | Martin Dew / Andy Goode      |
| 1989   | England: Einzelmeisterschaften            | Mixed        | 1     | Andy Goode / Gillian Clark   |
| 1990   | England: Einzelmeisterschaften            | Herrendoppel | 1     | Andy Goode / Mike Brown      |
| 1990   | England: Einzelmeisterschaften            | Mixed        | 1     | Andy Goode / Gillian Clark   |
| 1991   | Spanish International                     | Mixed        | 1     | Andy Goode / Gillian Clark   |
| 1991   | Spanish International                     | Herrendoppel | 1     | Andy Goode / Chris Hunt      |
| 1991   | England: Einzelmeisterschaften            | Mixed        | 1     | Andy Goode / Gillian Gowers  |
| 1991   | Swiss Open                                | Herrendoppel | 2     | Andy Goode / Chris Hunt      |
| 1991   | Portugal International                    | Herrendoppel | 1     | Andy Goode / Glen Milton     |
| 1991   | Welsh International                       | Mixed        | 1     | Andy Goode / Joanne Wright   |
| 1992   | Portugal International                    | Mixed        | 1     | Andy Goode / Joanne Wright   |
| 1992   | Austrian International                    | Herrendoppel | 1     | Andy Goode / Chris Hunt      |
| 1992   | Portugal International                    | Herrendoppel | 1     | Andy Goode / Chris Hunt      |
| 1992   | England: Einzelmeisterschaften            | Herrendoppel | 1     | Andy Goode / Chris Hunt      |
| 1999   | Swiss Open                                | Damendoppel  | 3     | Andy Goode / Donna Kellogg   |